# ماركوس جونز (لاعب كرة قاعدة)
ماركوس جونز (بالإنجليزية: Marcus Jones)‏ هو لاعب كرة قاعدة أمريكي، ولد في 1975 في بيلفلاوير في الولايات المتحدة.

## وصلات خارجية
- ماركوس جونز على موقعبيزبول رفرنس.كوم (الدوري الرئيسي) (الإنجليزية)
- ماركوس جونز على موقعبيزبول رفرنس.كوم (الدوري الثانوي) (الإنجليزية)